# EEPROM
EEPROM (sau E2PROM), denumire provenită de la Electrically Erasable Programmable Read-Only Memory, este un tip de memorie nevolatilă folosită în calculatoare și alte echipamente electronice pentru a stoca date ce trebuie să persiste și după întreruperea alimentării cu curent, de ex. datele de configurare pentru un ruter sau switch. Cea mai importantă caracteristică a acestei memorii este că nu e volatilă. Când este necesar un spațiu mai mare de stocare (întâlnit la stick-urile USB), se folosește din motive economice un alt tip de memorie EEPROM: memorie flash. 

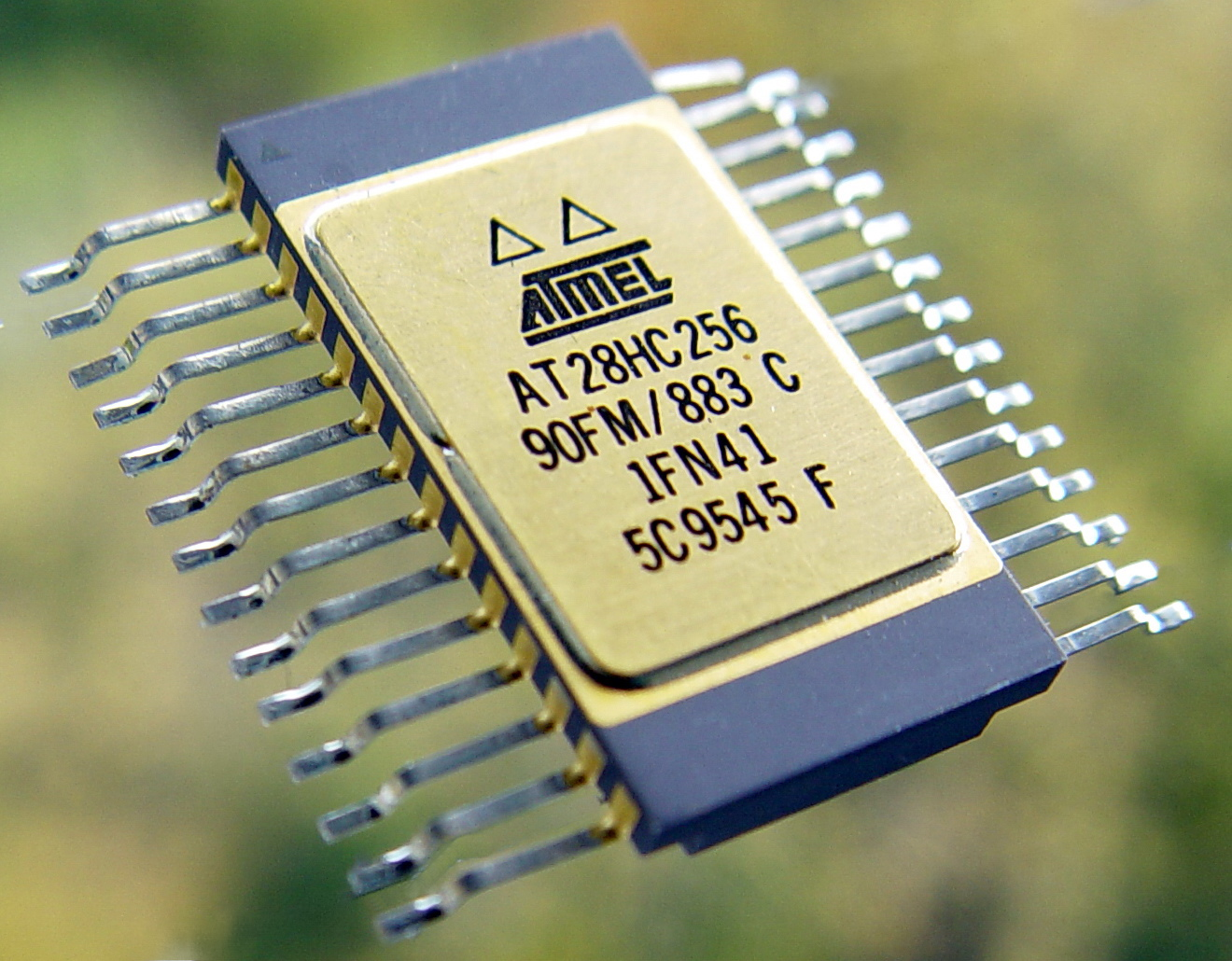
Atmel AT28HC256 EEPROM (Electrically Erasable Programmable Read-Only Memory) 256K (32K x 8)

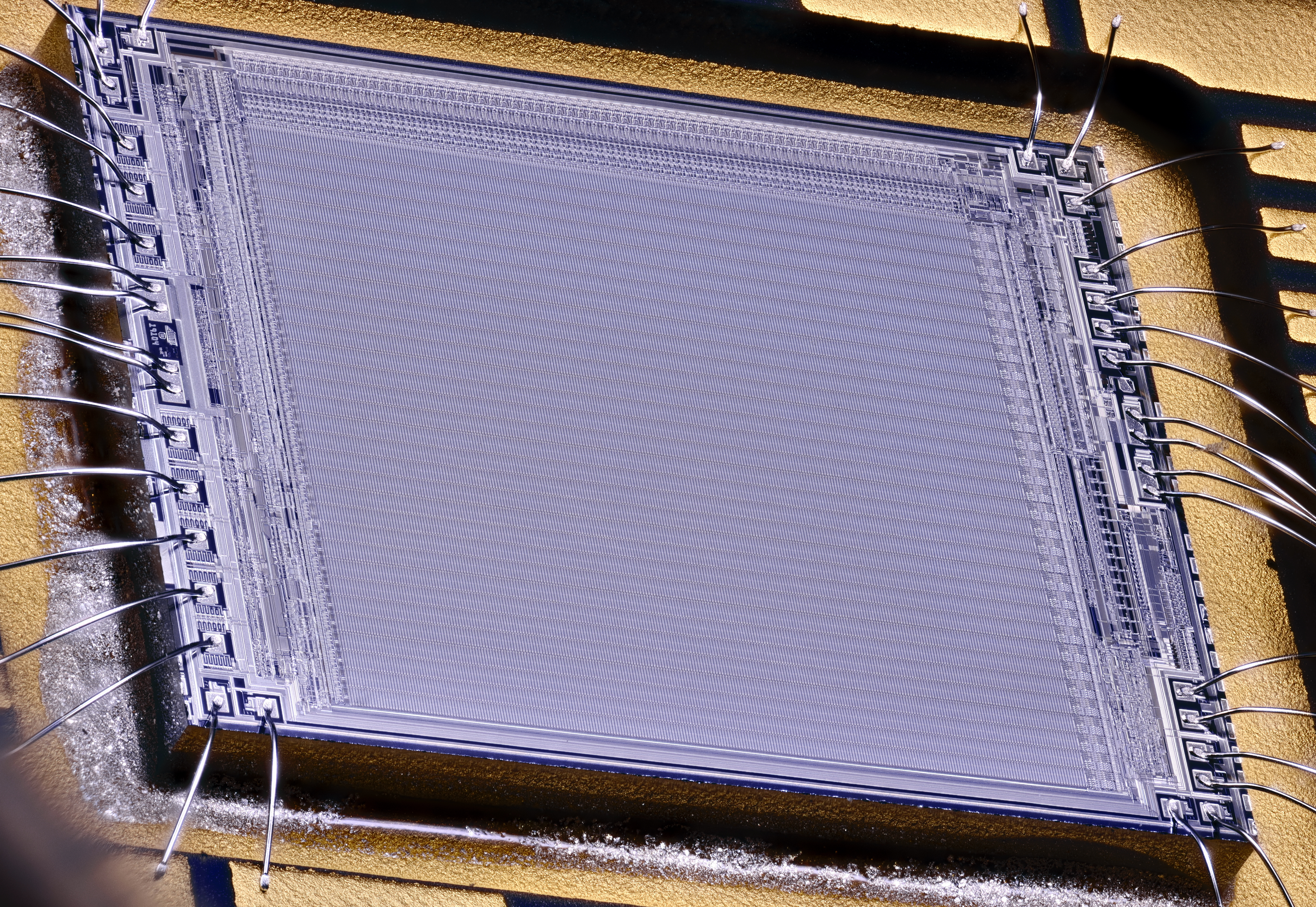
chipul de siliciu pentru AT28HC256 EEPROM

Memoria EEPROM este formată dintr-o matrice de celule de memorie care, la rândul lor, sunt formate din perechi de tranzistori ce au între ei un strat subțire de oxid izolator. Un tranzistor este numit poartă flotantă (floating gate), iar celălalt poartă de control (control gate).
Memoria EEPROM poate fi ștearsă și reprogramată (rescrisă) în mod repetat prin aplicarea unei tensiuni mai mari decât cea generată de circuitul extern sau intern, în cazul celor mai moderne memorii EEPROM. De obicei memoriile EPROM trebuie înlăturate din circuit pentru ștergere sau programare, în timp ce memoriile EEPROM pot fi programate și sterse în circuit. Datorită numărului limitat de programări/ștergeri, memoriile EEPROM sunt cel mai des întâlnite ca memorii de stocare a datelor de configurație, și mai rar ca memorii cu acces aleator.

## Istoric
George Perlegos (Intel) a dezvoltat cipul Intel 2816, construit pe mai vechea tehnologie EPROM, în anul 1978. La acesta a folosit un strat subțire de oxid, astfel încât chipul putea șterge biții fără a avea nevoie de o sursă de ultraviolete (UV). Mai târziu Pelegrogs a lucrat la Seeq Technology Arhivat în 24 iulie 2010, la Wayback Machine., unde pentru programarea memoriei EEPROM s-a folosit de surse externe de tensiune.

## Funcțiile EEPROM
Pentru comunicarea cu memoriile EEPROM există diferite metode. Cel mai des întalnite sunt:
- interfața serială
- interfața paralelă

Modul de operare cu dispozitivul (device-ul) depinde de interfața electrică folosită. 

### Interfața serială
Cele mai des întâlnite interfețe seriale sunt SPI, I²C, Microwire, UNI/O și 1-Wire. Aceste interfețe folosesc între 1 și 4 biți de control. Memoriile EEPROM seriale prezintă trei câmpuri de biți: OP-Code (care specifică operația realizată de acea instrucțiune), de adresare și de date.
Fiecare memorie EEPROM are propriul set de instrucțiuni, cu funcții diferite. Dintre cele mai întâlnite instrucțiuni pot fi menționate:
- Write Enable (WREN)
- Write Disable (WRDI)
- Read Status Register (RDSR)
- Write Status Register (WRSR)
- Read Data (READ)
- Write Data (WRITE)

### Interfața paralelă
Memoriile EEPROM paralele au o magistrală de date pe 8 biti și o magistrală de adresare suficient de largă pentru a accesa toată memoria. Cele mai multe memorii au și pini de protecție și chip-select. Sunt mai rapide decât cele seriale, dar și mai mari, datorită numărului ridicat de pini (cel puțin 28), astfel încât sunt mai puțin populare decât memoriile EEPROM seriale sau flash.

## Memorii înrudite
Memoria flash a fost inventată de cercetătorul japonez Fujio Masuoka în anul 1980, în timp ce lucra pentru compania Toshiba. Denumirea de „memorie flash” a fost sugerată de cercetătorul Shoji Ariizumi, un coleg al lui Masuoka, și are legătură cu modul în care se desfășoară ștergerea conținutului memoriei, asemănător flash-ului unei camere foto (prin aplicarea unui curent negativ la unison tuturor porților memoriei, acestea obțin extrem de rapid valoarea "1").
Tipurile mai noi de memorii nonvolatile, precum FeRAM si MRAM, înlocuiesc treptat memoriile EEPROM în anumite aplicații, dar pentru viitorul apropiat se așteaptă sa rămână la o cotă de piață redusă.

## Producători EEPROM
- Atmel
- Hitachi, Ltd.
- Infineon
- Linear Technology
- Macronix Int'l Co.
- Maxwell Technologies
- Microchip Technology
- Mitsubishi
- NXP Semiconductors
- ON Semiconductor
- Renesas Technology
- ROHM
- Samsung Electronics
- STMicroelectronics
- Seiko Instruments
- Winbond